# María Maravillas de Jesús
Santa María Maravillas de Jesús, nata  María Maravillas Pidal y Chico de Guzmán (Madrid, 4 novembre 1891 – Getafe, 11 dicembre 1974), è stata una religiosa e mistica spagnola.

## Biografia
María Maravillas venne battezzata, otto giorni dopo la sua nascita, nella chiesa di San Sebastián a Madrid con il nome di María Maravillas Pidal y Chico de Guzmán.
Suo padre era Luis Pidal y Mon, secondo marchese di Pidal, e sua madre Cristina Chico de Guzmán. Luis Pidal fu prima ministro dello sviluppo del governo spagnolo e poi ambasciatore di Spagna presso la Santa Sede.
María prese i voti nel 1921 e nel 1923 fondò un convento di carmelitane scalze a Getafe sul Cerro de los Ángeles, vicino al monumento eretto nel centro geografico della Spagna. Il vescovo di Madrid-Alcalá, Leopoldo Eijo e Garay, accolse di buon grado e fu entusiasta dell'idea e nel 1924 la sorella María e tre altre suore dell'El Escorial, vennero temporaneamente sistemati in una casa a Getafe per seguire la costruzione del Convento. Il 30 maggio nel 1924 María emise la professione solenne e, nel giugno del 1926, venne nominata badessa del convento della Comunità di Cerro (Madrid), che aprì il 31 ottobre del 1926.
Durante la persecuzione religiosa in Spagna dal 1931, Madre Maravillas passò molte ore ogni notte pregando e chiese e ottenne, da Papa Pio XI, di mantenere la comunità con l'intento di donare la vita per difendere l'immagine sacra in caso di profanazione del convento. Nel luglio del 1936, le carmelitane furono espulse dal loro convento e trovarono ospitalità presso le orsoline di Getafe. Si trasferirono poi in un appartamento a Madrid, dove trascorsero quattordici mesi. Nel 1937 María fu in grado di partire con la sua comunità da Madrid e, attraverso Lourdes, rientrò in Spagna per stabilirsi a Las Batuecas (Salamanca), in locali che erano stati acquistati prima della guerra. Lì, su richiesta del vescovo di Coria-Cáceres, fondò un nuovo convento. Nel marzo 1939 tornò a Cerro de los Angeles.
Fondò diversi conventi, come Mancera de Abajo (Salamanca) nel 1944, Duruelo (Avila) nel 1947, Arenas de San Pedro (Avila) nel 1954, San Callisto - nelle montagne di Cordoba - nel 1956, Aravaca (Madrid) nel 1958 e nel 1961 quello di La Aldehuela (Getafe), dove visse fino alla sua morte. Fondò anche il convento di Montemar-Torremolinos (Malaga) nel 1964. Prima della guerra civile spagnola fondò un convento a Kottayam (India) nel 1933.
Dalla clausura di La Aldehuela fondò una scuola per bambini poveri e costruì un quartiere con case e una chiesa. Le sue spoglie vennero tumulate nella Chiesa del Carmelo di La Aldehuela (Getafe, Madrid), nel cui convento morì.
María Maravillas de Jesús ebbe sempre a cuore la sorte degli altri, specialmente di coloro che erano angustiati da problemi finanziari, ma sempre con un approccio spirituale. Scrisse: «Non voglio la vita quanto imitare, il più possibile, Cristo».
I conventi fondati da María Maravillas de Jesús, si caratterizzarono da una vita condotta in povertà, senza reddito, in edifici di piccole dimensioni e sostenuti con il lavoro manuale delle suore.

## Canonizzazione
María Maravillas de Jesús venne beatificata a Roma da Papa Giovanni Paolo II il 10 maggio del 1998 che poi la canonizzò a Madrid il 4 maggio del 2003, insieme a Genoveva Torres Morales, Pedro Poveda Castroverde, María de los Ángeles Guerrero González e José María Rubio Peralta. Due guarigioni miracolose in Spagna e in Argentina, avvalorate dai medici, furono decisive nel dare il via libera alla canonizzazione della religiosa spagnola.
La sua commemorazione è stata fissata l'11 dicembre, data della sua morte.